# Радимно (станція)
Ради́мно (пол. Radymno) — проміжна залізнична станція на магістральній електрифікованій лінії 91 Краків — Медика. Розташована у однойменному місті Ярославського повіту Підкарпатського воєводства Польщі. Відповідно до категорії залізничних вокзалів Польщі належить до місцевого вокзалу. 

## Історія
Станція Радимно відкрита у 1860 році під час будівництва Галицької залізниці імені Карла Людвига, яка перебувала у складі  Королівства Галичини та Володимирії. Тоді ж зведено будівлю вокзалу, що існує і понині. 
Вокзал станції Радимно капітально відремонтований впродовж 2020—2021 років і офіційно відкритий після ремонту 18 червня 2021 року. 

## Пасажирське сполучення
На станції Радимно зупиняються всі пасажирські поїзди далекого, приміського та міжнародного сполучення.
Приміське:
- Ряшів — Перемишль (8 пар);
- Ряшів — Перемишль-Головний — Медика (3 пари);
- Тарнів — Ряшів — Перемишль (1 пара);
- Переворськ — Перемишль-Головний (1 пара).

Далеке: від станції Радимно без пересадок є можливість дістатися до Вроцлава, Варшави, Познані, Щецина, Гданська, Кракова, Зеленої Гури.
Міжнародне:
- Інтерсіті «Cracovia» сполученням Прага — Перемишль.

## Галерея

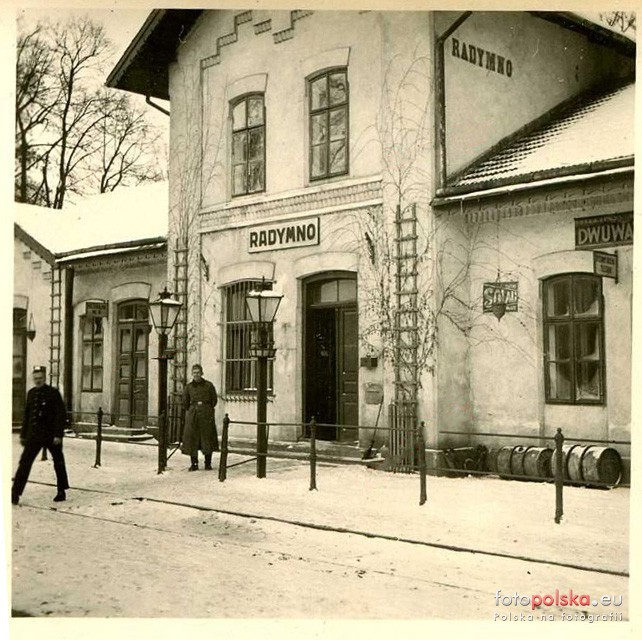
Вокзал на початку 20 століття
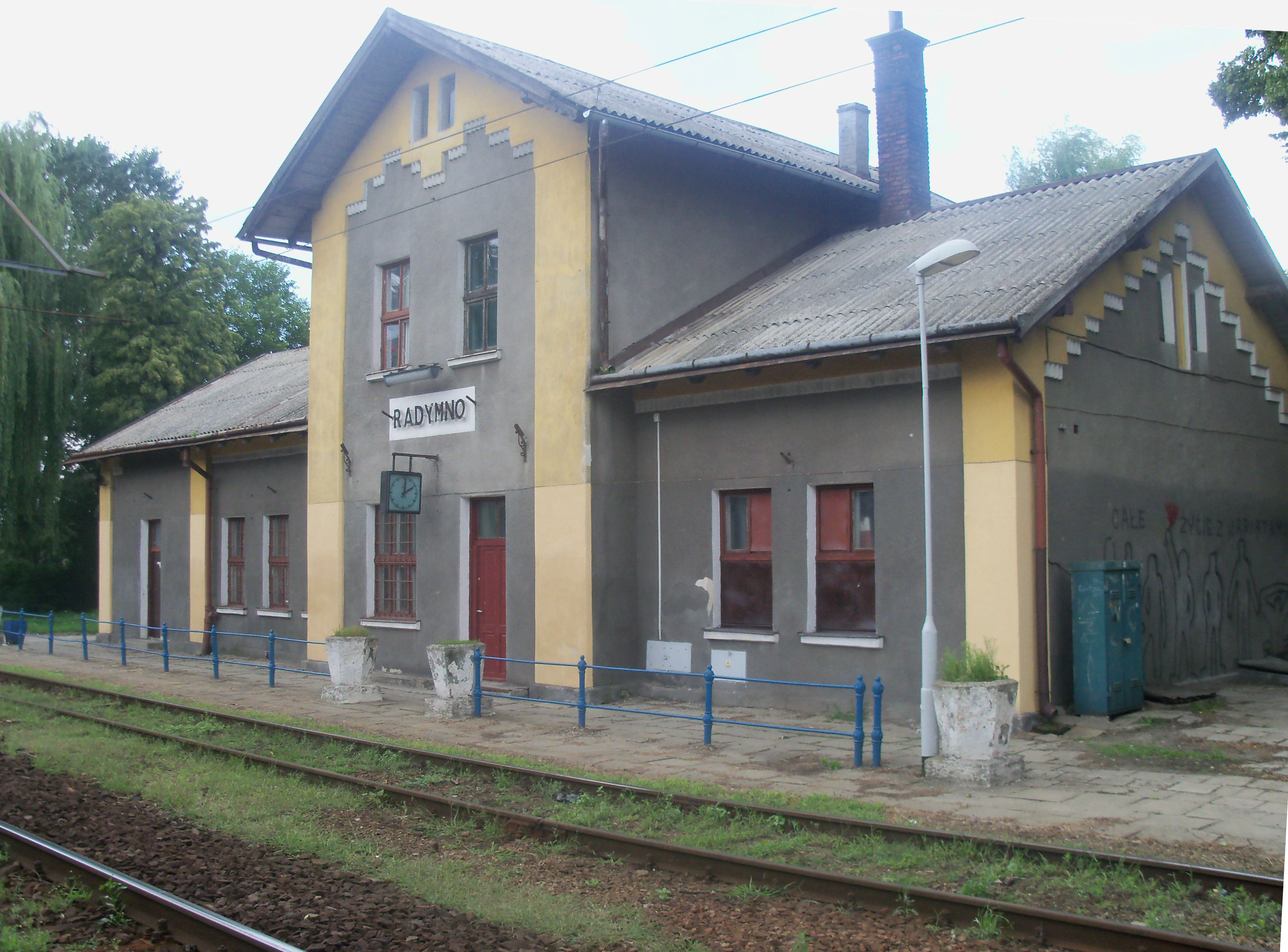
Вокзал станції Радимно
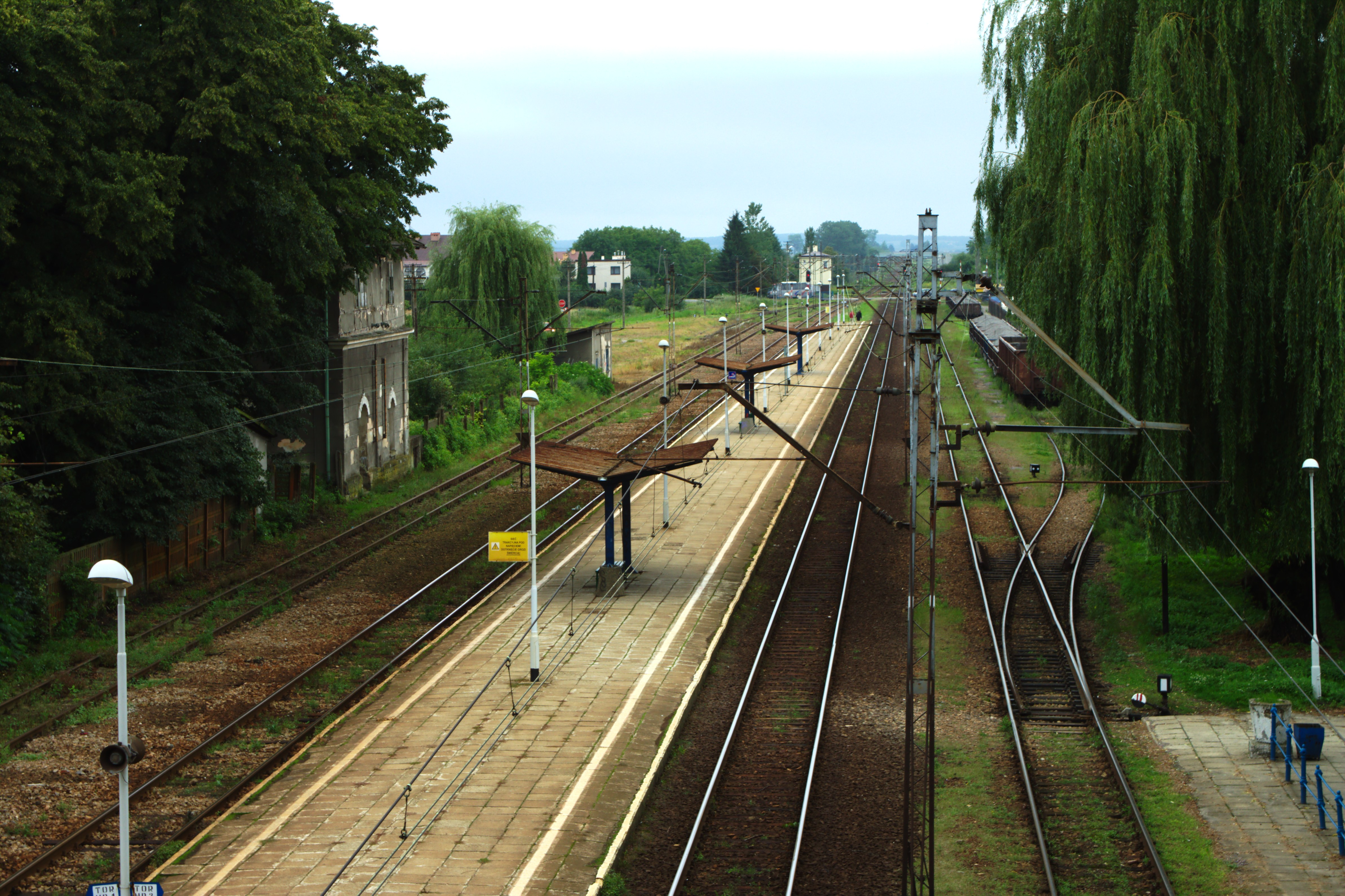
Загальний вигляд станції